# Puțu Greci
Puțu Greci – wieś w Rumunii, w okręgu Giurgiu, w gminie Greaca. W 2011 roku liczyła 369 mieszkańców.